# El hombre y la Tierra

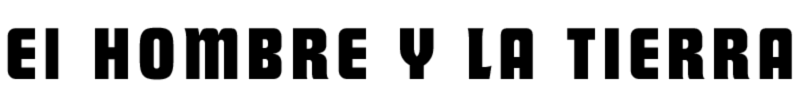
Logo de l'émission (1974-1980).

El hombre y la Tierra (L'Homme et la Terre) est une série de documentaires animaliers de la RTVE produits et réalisés entre 1973 et 1980 par Félix Rodríguez de la Fuente. 
Diffusé à partir du 14 mars 1974, le documentaire a été suspendu à sa mort en Alaska en mars 1980, alors qu'il tournait un documentaire sur la course de chiens de traîneau Iditarod Trail, lorsque l'avion Cessna 185 le transportant avec deux cadreurs espagnols et le pilote américain s'est écrasé, provoquant leur mort.

## Description
El Hombre y la Tierra était divisée en trois parties : les séries ibérique, sud-américaine et nord-américaine. La série ibérique se composait de trois parties ainsi que d'une quatrième partie inachevée. La série sud-américaine a été tournée en 1973 au Venezuela à Los Llanos, dans les bassins de l'Orénoque et de l'Amazonie. Conçu à l'origine comme une production de huit épisodes, suffisamment de matériel a été filmé pour dix-huit épisodes. Malheureusement, seuls les épisodes du Canada et de l'Alaska de la série américaine ont été filmés en raison de sa mort prématurée. La série complète comprenait 124 épisodes, la plupart tournés en Espagne. Ils utilisaient un film 35 mm, ce qui posait à l'époque d'importants défis logistiques et techniques. La série a acquis une reconnaissance internationale.
Les réalisations notables de la série comprenaient le tournage d'espèces pour la première fois, comme le desman pyrénéen. En utilisant des animaux imprimés qui s'étaient habitués à la présence humaine, mais qui ont conservé leurs comportements naturels, Rodríguez de la Fuente et son équipe ont filmé de superbes images. Parmi eux, les séquences de chasse au loup et l'aigle royal capturant un mouflon sont notoires. Les séquences tournées avec des loups l'ont obligé à devenir membre de la meute pendant le processus d'impression. La série a été diffusée dans de nombreux pays, gagnant un large public. En Espagne, il a été primé (Premio Ondas, Antena de Oro) et à l'international (Festival de Télévision de Monte-Carlo). Il est à noter que les épisodes ne comportaient pas de scénario de pré-tournage: Felix Rodríguez de la Fuente a improvisé le développement de chaque chapitre.
La série Ibérica (diffusée en 1974) fut diffusée par la télévision française sous le titre Le Jardin derrière le mur.